# 颱風莎莉 (1996年)
超強颱風莎莉（英語：Typhoon Sally，國際編號：9616，台灣編號：9618，中國大陸編號：9615，聯合颱風警報中心：23W，菲律賓大氣地球物理和天文管理局：Maring），是1996年太平洋颱風季中的一個熱帶氣旋。颱風莎莉是自中華人民共和國成立以來，登陸廣東省第二強的颱風，其登陸強度僅次於2014年的颱風威馬遜。此外，莎莉亦是英屬香港歷史上，最後一個導致皇家香港天文台需要懸掛八號烈風或暴風信號的襲港熱帶氣旋。

## 氣象歷史
一個熱帶低氣壓在9月2日於菲律賓以東海域形成。該熱帶低氣壓以西北偏西方向移動，並在9月5日增強為熱帶風暴及於6日增強為颱風。在9月7日颱風莎莉迅速增強其中心風力達每小時160海浬之超級颱風，並橫過菲律賓。當進入南中國海時，莎莉的中心風力略減為每小時115海浬。莎莉於9月9日在廣東雷州半島登陸，並在翌日消散。莎莉為中國大陸帶來連場狂風暴雨和破壞，導致114人死亡﹑110人失蹤，經濟損失估計約達15億美元（1996年值）。

## 影響
莎莉對廣東西部及廣西造成非常嚴重破壞，至少有140人死亡、130人失踪、2000人受傷。受災最嚴重的城市包括湛江、茂名及陽江，那些城市的通訊、運輸、電力及食水供應中斷。大約30萬間房屋倒塌，至少50萬公頃的農田遭受破壞。在海上，超過60艘船在大風中喪失。經濟損失估計超過120億人民幣。

### 臺灣
當地發佈之颱風警報：海上陸上颱風警報

### 英屬香港[2]
- 當地懸掛之最高熱帶氣旋警告信號： 八號東南烈風或暴風信號
- 最接近當地時間：1996年9月9日凌晨2時
- 最接近當地位置：香港以南約180公里

在香港，一號戒備信號在9月8日清晨5時正懸掛，當時莎莉集結在香港之東南偏東約770公里。本地初時吹微風，逐漸轉吹和緩東北風。莎莉是一股成熟颱風，它接近廣東西部沿岸時，其中心附近的最高持續風速高達每小時175公里。莎莉亦是一股異常高速的颱風，它在南海北部的移動速度為每小時38公里，相等於1979年的颱風荷貝，使它們成為該區本世紀至今移動最快的颱風。當莎莉移向香港時，三號強風信號在下午3時正懸掛。晚上風勢迅速增強，開始有狂風驟雨及雷暴。凌晨2時左右，當莎莉到達最接近香港處，即香港以南約180公里時，風向由東北轉為東南。因此，海港變得更當風，該區的強風也普遍增強至烈風。八號東南烈風或暴風信號在凌晨2時15分懸掛，橫瀾島及長洲錄得烈風，最高風速超過每小時80公里。在天星碼頭，京士柏及啟德機場，陣風亦超過每小時100公里。
莎莉迅速遠離，隨着烈風減退，八號東南烈風或暴風信號在清晨5時40分被三號強風信號所取代。所有信號在早上10時15分除下。八號信號僅懸掛了3小時25分鐘，是自1984年強烈熱帶風暴雲茵以來最短。天文台總部在9月9日凌晨2點錄得最低瞬時海平面氣壓為1000.0百帕斯卡。
本地多處遭受破壞，有塌樹、棚架及招牌倒塌，亦有幾宗輕微水浸報告。一名男子在鹿洲附近釣魚時被巨浪鯨吞，葬身大海，他兩名同伴受傷。一名清潔工人在上水滑進了暴漲的河流而溺斃。在馬鞍山，兩名行人被一幢高樓大廈屋頂上墜落的欄杆所傷。

### 葡屬澳門
- 當地懸掛之最高熱帶氣旋信號：  八號東北風球 /   八號東南風球

在澳門，除了塌樹及木板外，巨浪加劇了水浸，亦影響低窪地區。

### 中国大陆

#### 廣東省
中国中央气象台把莎莉编号为9615台风。9615号台风从生成到登陆，移动路径都比较稳定，以西北偏西方向路径为主，但移动速度极快，9月6日14时至9月9日14时，平均移速达到32公里/小时。进入南海后移动速度明显加快，从30公里/小时增加到35-40公里/小时，平均速度达到37.4公里/小时，最快达到了42公里/小时。9月9日11时在广东省吴川市黄坡镇登陆，登陆时12级以上的大风半径约112公里，湛江东部沿海所有风速仪基本被摧毁，湛江气象台国家基准站记录到8级以上大风持续了7小时，12级以上的大风持续了1小时48分钟，13级以上的大风持续了40分钟，10时00分至10时37分风速超过40米/秒的次数为9次，测得最大10分钟平均风速48.8米/秒，并3次记录到57米/秒以上的强阵风，由于风速太大，风速仪的笔尖被风压出风记录纸外，超出了观测极限，没能录得实际最大风速和极大阵风。11时00分-11时12分风速最小，期间有5分钟为静风，此后风力再度加大。湛江市坡头区南油西部公司在坡头南油港湾海面上的南海503船测得最大风速61米/秒，滨海283船测得最大风速65-68米/秒，在湛江港内的台湾怡荣号商船则测得65-70米/秒的最大风速。湛江市气象台实测9月9日8时气压为993.1hPa，10时34分为953.5hPa，10时56分气压为942.3hPa，最终订正最低气压结果为938.9hPa以下。而在湛江港30公里外的台风中心登陆点吴川市吴阳镇没有气象观测站，极大风速和最低气压未知。袭击湛江港后13时进入北部湾。14时在广西北海再次登陆。15时风力减弱到8级以下。
為中國大陸帶來連場狂風暴雨和破壞，台风所到之处，大量房屋倒塌，大片鱼、虾塘和水稻、农作物被风吹倒或淹没，水产养殖网箱、渔排全部漂失或沉没，公路树、香蕉、甘蔗几乎全部倒伏或折断，山林成片折断(沿海林木倒折率达80%) ，致使广东省西部7个市、27个县(市、区)、290个乡镇严重受灾，受灾人口873万人，死亡人数330人，倒塌或损坏房屋116.4万间，农业受灾面积44．4万公顷，直接经济损失218.63亿元。湛江港1台集装箱卸桥吊被刮倒翻到海里，6台起重量为10吨的国产门座起重机、1台日本三菱重工45吨岸边集装箱起重机被大风打入海中，6台门座起重机被吹倒摔坏，4台门座起重机臂架跌落；另外有5台严重变性损坏和1台操作室损坏，还有部分相互碰撞，行走台车出轨损坏等等，整个湛江港大型机械受损或摧毁达到55台。湛江市共计8016支电线杆折断或倒地，刮断高压线794千米，连接广州的22万伏高压输电线路的50座铁塔全部被吹倒或折断，76条10千伏配电主线中断，市内其余输电线路亦全部被摧毁，湛江电网与省电网解列，湛江全市供电中断，邮电通信线杆有41835条被刮断，损毁通信线路863千米，中断光缆44.3千米，1个微波塔倒塌。供水、通讯、交通亦完全瘫痪。全市停电、停水、停工、停课。冲毁江海堤135.3公里，桥涵168座，农作物受灾面积21.84万公顷，损粮19.1万吨，沉船3996艘，倒塌房屋超过47万间，湛江市9个县市区86个乡镇8978自然村的372万人受灾，直接经济损失129.39亿元，死亡人数256人，受伤人数23000人。损坏渔船1099艘，翻沉渔船173艘，死亡61人，失踪88人。
9615颱風不僅給海南、廣東、廣西一帶沿海地區帶來嚴重的經濟損失和人員傷亡，而且也給駐區部隊帶來巨大的損失。南海艦隊的湛江麻斜軍港，錨泊中的20多艘大型軍艦拖水鼓移位，50多艘艦船因相互碰撞而受損，一些甚至被風浪推到了岸上，用於恢復設施和修理裝備的經費高達數億元。没有预先采取船只疏散等相应措施，对台风袭击后可能发生断缆拖锚、水鼓移位、舰艇难以驾驭相互碰撞的复杂局面估计不足，未作充分准备，对厂修船只的防风，直接抓落实不够，有不按规定注水压载和未带救生衣的严重隐患。军、地大量船只均在湛江港内锚泊、系水鼓，防风锚地内舰船十分拥挤，险情出现后难以处置，造成严重损失空2師在遂溪軍用機場剛從俄羅斯購入不久的蘇27戰鬥機，因機庫尚未完工而在停機坪露天停放，受颱風和洪水侵襲遭到傾覆受損，報廢數架，該航空兵師領導遭到嚴厲追責。

## 熱帶氣旋信號使用紀錄

### 臺灣
| 中央氣象局 颱風警報 | 中央氣象局 颱風警報 | 中央氣象局 颱風警報 |
| ------------------- | ------------------- | ------------------- |
| 上一熱帶氣旋        | 海上颱風警報        | 下一熱帶氣旋        |
| 輕度颱風麗莎        | 海上颱風警報        | 強烈颱風魏萊特      |
| 輕度颱風麗莎        | 陸上颱風警報        | 強烈颱風溫妮        |

### 英屬香港
| 皇家香港天文台 熱帶氣旋警告信號 | 皇家香港天文台 熱帶氣旋警告信號 | 皇家香港天文台 熱帶氣旋警告信號 |
| ------------------------------- | ------------------------------- | ------------------------------- |
| 上一熱帶氣旋                    | 一號戒備信號                    | 下一熱帶氣旋                    |
| 颱風麗潔                        | 一號戒備信號                    | 強烈熱帶風暴威利                |
| 颱風斯寶                        | 三號強風信號                    | 颱風維克托                      |
| 颱風斯寶                        | 八號東南烈風或暴風信號          | 颱風維克托                      |
| 颱風斯寶                        | 八號烈風或暴風信號              | 颱風維克托                      |